# Штриголь Віктор Михайлович
Штри́голь Ві́ктор Миха́йлович (нар. 21 жовтня (2 листопада) 1905  Полтава, Україна — пом. 3 січня 1964, Алма-Ата, Казахська РСР) — командир 112-го гвардійського стрілецького полку 39-ї гвардійської стрілецької дивізії 8-ї гвардійської армії 3-го українського фронту, Герой Радянського Союзу.

## Біографія
Народився 21 жовтня (за новим стилем 2 листопада) 1905 року в Полтаві на Україні, що належала тоді до Російської імперії. Українець
Закінчив три класи полтавської середньої школи № 1 і школу ФЗО. Працював столяром на деревообробній фабриці.
У 1927 році призваний у Червону армію. У 1929 році закінчив Київське військово-піхотне училище, а потім, у 1932 році, — танкові курси перепідготовки командного складу РСЧА.
На фронтах Німецько-радянської війни з червня 1941 року. Воював на Західному, Сталінградському, Південно-Західному фронтах, а з жовтня 1943-го — на 3-му Українському фронті.
12 листопада 1942 року, під час Сталінградської битви, майор Штриголь був призначений командиром 92-ї бригади морської піхоти. Червонофлотці бригади під його командуванням билися на смерть у районі елеватора на околиці селища Купоросне в Сталінграді. Потім залишки бригади влилися до складу 39-ї гвардійської стрілецької дивізії, а підполковник Штриголь був призначений командиром 112-го гвардійського стрілецького полку. Після Сталінградської битви полк під його командуванням брав участь у боях на Харківщині, звільняли від німців Запорізьку та Дніпропетровську області.
Великі надії німецьке командування покладало на «східний вал» — добре укріплений правий берег Дніпра. Серед героїв, що штурмували «східний вал», були і бійці 112-го гвардійського стрілецького полку В. М. Штриголя. Як відзначали в поданні командувач 8-ю гвардійською армією генерал-полковник І. І. Масленніков і командувач військами 3-го Українського фронту генерал армії Р. Я. Малиновський, командир 112-го полку гвардії підполковник Штриголь проявив бойову майстерність і особисту мужність 25 жовтня 1943 року при форсуванні полком Дніпра на рубежі Лоц-Кам'янка — Кайдаки, на південь від Дніпропетровська. В ніч на 25 жовтня полк під безперервним кулеметно-артилерійським вогнем противника стрімким кидком подолав водний рубіж і увірвався в села Кайдаки і Сурсько-Покровське. Вибивши противника з населених пунктів, полк убезпечив дивізію від ударів противника з флангу та сприяв переходу в наступ основних сил дивізії. Командир полку постійно знаходився в лавах атакуючих.
Указом Президії Верховної Ради СРСР від 19 березня 1944 року за вміле керівництво бойовими діями полку при форсуванні Дніпра, захоплення плацдарму на його правому березі і проявлені при цьому мужність і відвагу гвардії підполковнику Штииголю Віктору Михайловичу присвоєно звання Героя Радянського Союзу з врученням ордена Леніна і медалі «Золота Зірка».
Віктор Михайлович Штріголь був призначений командиром 39-ї гвардійської стрілецької дивізії, яка надалі брала участь у звільненні від німців Миколаївщини, боях за Одесу, а потім, вже в складі 1-го Білоруського фронту, — у звільненні Польщі. Командувач 8-ю гвардійською армією Василь Іванович Чуйков згадував:
| «Рано вранці 17 січня з членом Військової ради А. М. Проніним, командувачем артилерією генералом Н. М. Пожарським і офіцерами штабу ми виїхали в дивізії першого ешелону в передові війська. Біля переправи через Пилицю нагнали частини 39-ї гвардійської стрілецької дивізії, яка перебувала у другому ешелоні 28-го стрілецького корпусу. 120-й полк цієї дивізії з доданим дивізіоном артилерії вже переправлявся через річку. В цей час з села Гжміонця з'явилася колона танків. Їх було близько двадцяти, вони прямували до переправи. І раптом ми розгледіли на їх броні фашистські хрести. Наші артилеристи швидко розвернулися в бойовий порядок. Підпустивши ворожі танки метрів на чотириста, вони відкрили вогонь. З перших же пострілів майже половина танків була підбита і загорілася, інші, відстрілюючись, почали відходити до села. Але туди вже увійшов 117-й полк тієї ж 39-й дивізії. Помітивши танки противника, артилеристи полку розгорнули гармати і відкрили зустрічний вогонь. В результаті від ворожої колони вціліло всього два танки. Полонені танкісти повідомили, що вони з 25-ї танкової дивізії, яка після триденних боїв втратила зв'язок з вищим штабом і вирішила пробиватися на північний берег Пилиці. Через те, що переправа у Нове-Място була в руках радянських військ, фашисти вирішили пробитися іншим шляхом, але потрапили в вогняний мішок». Оригінальний текст (рос.) «Рано утром 17 января с членом Военного совета А. М. Прониным, командующим артиллерией генералом Н. М. Пожарским и офицерами штаба мы выехали в дивизии первого эшелона в передовые войска. У переправы через Пилицу нагнали части 39-й гвардейской стрелковой дивизии, находившейся во втором эшелоне 28-го стрелкового корпуса. 120-й полк этой дивизии с приданным дивизионом артиллерии уже переправлялся через реку. В это время из деревни Гжмионца появилась колонна танков. Их было около двадцати, они направлялись к переправе. И вдруг мы разглядели на их броне фашистские кресты. Наши артиллеристы быстро развернулись в боевой порядок. Подпустив вражеские танки метров на четыреста, они открыли огонь. С первых же выстрелов почти половина танков была подбита и загорелась, остальные, отстреливаясь, начали отходить к деревне. Но туда уже вошел 117-й полк той же 39-й дивизии. Заметив танки противника, артиллеристы полка развернули орудия и открыли встречный огонь. В результате от вражеской колонны уцелело всего два танка. Пленные танкисты показали, что они из 25-й танковой дивизии, которая после трехдневных боев потеряла связь с высшим штабом и решила пробиваться на северный берег Пилицы. Так как переправа у Нове-Място была в руках советских войск, фашисты решили пробиться другим путем, но попали в огневой мешок». |
Після війни, у 1946 році, полковник Штріголь закінчив прискорений курс Військової академії Генерального штабу, продовжував служити в ЗС СРСР. У 1955 році звільнений у запас. Жив і працював у Казахстані в Алма-Аті. Помер 3 січня 1965 року.1

## Нагороди
- Медаль «Золота Зірка» Героя Радянського Союзу (№ 3162)
- два Ордени Леніна
- чотири Ордени Червоного прапора
- Орден Олександра Невського
- Орден Червоної Зірки
- медалі.